# Ким Грант
Ким Грант (25. септембар 1972) бивши је гански фудбалер.

## Репрезентација
За репрезентацију Гане дебитовао је 1996. године. За национални тим одиграо је 7 утакмица и постигао 1 гол.

## Статистика
| Гана   | Гана | Гана |
| Год.   | Ута. | Гол. |
| ------ | ---- | ---- |
| 1996   | 3    | 1    |
| 1997   | 4    | 0    |
| Укупно | 7    | 1    |